# Chrysippos (Sohn des Pelops)

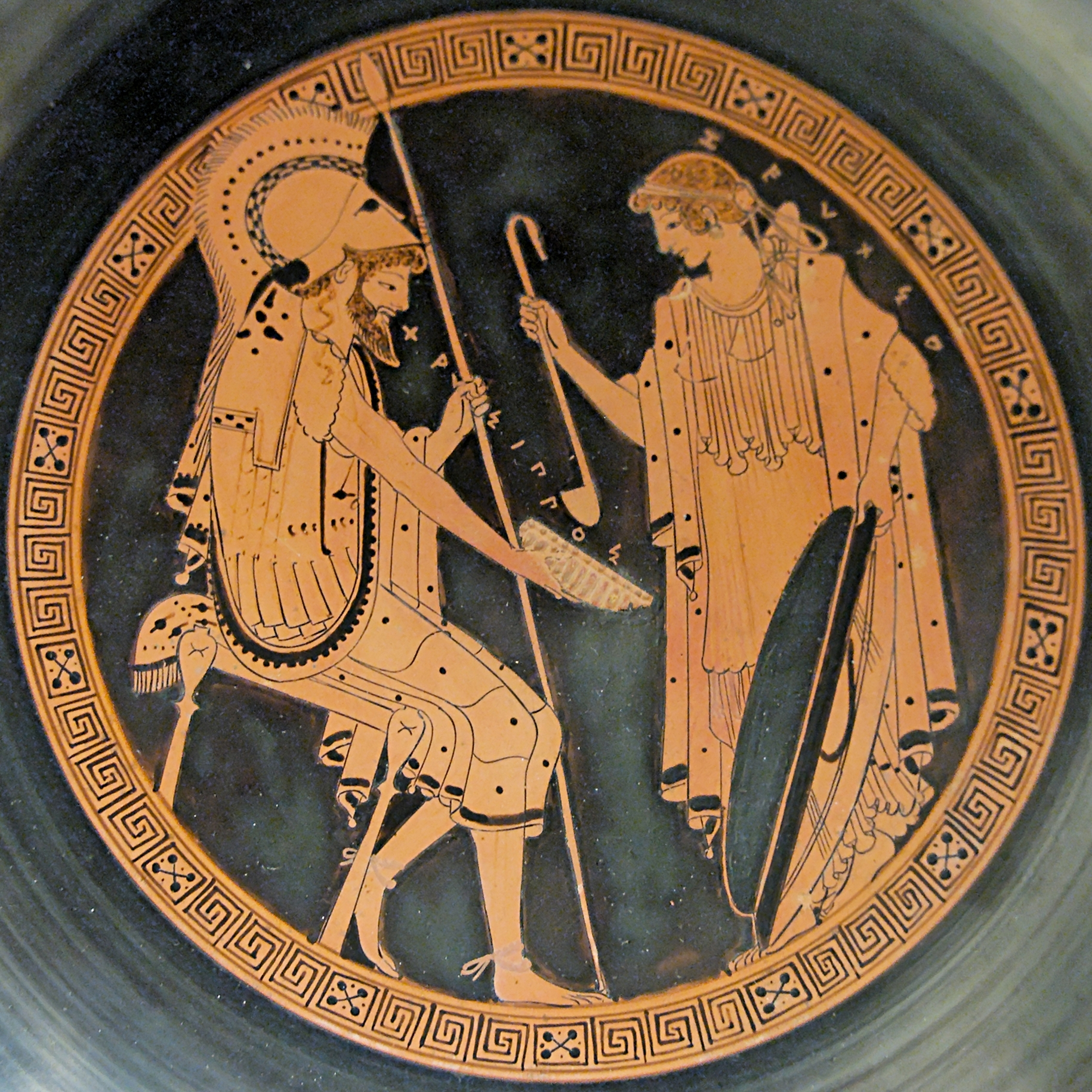
Zeuxo und Chrysippos auf einer Schale des Brygos-Malers, um 490/80 v. Chr.

Chrysippos (altgriechisch Χρύσιππος Chrýsippos, von χρυσός chrysós, deutsch ‚Gold‘ und ἵππος híppos, deutsch ‚Pferd‘) ist in der griechischen Mythologie der Sohn von Pelops und Axioche und Halbbruder der Zwillinge Thyestes und Atreus.
In einer Version lastet auf ihm der Fluch, den Myrtilos auch über seinen Vater und sein Geschlecht aussprach. Laios (Vater des Ödipus), der aus Theben floh, unterrichtet ihn im Wagenlenken und verliebt sich in den Jungen. Laios kehrt jedoch nach Theben zurück und entführt den Chrysippos, der daraufhin sein Geliebter wird. Daraufhin verflucht Pelops Laios, er solle niemals einen Sohn haben oder falls doch, solle dieser ihn umbringen. Chrysippos wurde, nachdem Pelops ihn mit Waffengewalt befreit hatte, schließlich von seiner Stiefmutter Hippodameia ermordet, da die fürchtete, dass er und nicht ihre Söhne die Königswürde erben würden.
In einer anderen Variante, die der Dichterin Praxilla zugeschrieben wird, ist Chrysippos der Grund des Streits zwischen Laios und seinem Sohn Ödipus, da sich beide in den schönen Jüngling verliebt hätten. Demnach sei Ödipus zusammen mit Chrysippos aufgewachsen und wollte die Entführung durch Laios verhindern, indem er mit Chrysippos floh. Als Laios sie einholte, kam es zu einem Handgemenge, in dessen Verlauf Ödipus seinen Vater tötete.
Nach einer weiteren Variante der Sage waren Entführung des Chrysippos, der sich nach dieser Version aus Scham das Leben nahm, sowie die Weigerung des Laios, Hera daraufhin Sühneopfer darzubringen, der Grund dafür, dass Theben von der Sphinx heimgesucht wurde. Auch Zeus und Theseus werden gelegentlich als Entführer des Chrysippos erwähnt.